# Вранське озеро (Далмація)
Вра́нське озеро (хорв. Vransko jezero) — озеро в Хорватії поблизу узбережжя Адріатичного моря. Найбільше озеро Хорватії, знаходиться за 4 км на схід від міста Біоград-на-Мору і за 10 км на північний захід від міста Водіце. Західна частина належить жупанії Задар, східна — жупанії Шибеник-Книн.
Площа озера — 30,7 км², довжина — 13,6 км, ширина до 2,2 км. Найбільша глибина — 4 метри. Висота урізу практично дорівнює рівню моря, хоча в результаті сезонних коливань може підвищуватися до 2 метрів. За своїм походженням Вранське озеро — затоплена водою карстова порожнина. Особливість озера — його близьке розташування до моря, від Адрватичного моря його відокремлює перешийок шириною від 0,5 до 1,5 км, по якому проходить Адріатичне шосе. На цьому перешийку біля північного краю озера перебуває селище Пакоштане. Вранське озеро має овальну форму, витягнуте з північного заходу на південний схід паралельно морському берегу.
В озеро впадає кілька струмків, стік у море через регульовану протоку біля південно-східного краю озера, довжиною всього 600 метрів. Озеро багате рибою, на ньому гніздиться безліч диких птахів, особливе значення має охоронювана орнітологами колонія цапель. Навколо всього озера з метою його захисту організований природний парк, один з 11 природних парків країни.